# George Wichert
George Heinrich Robert Wichert (* 7. Oktober 1811 in Königsberg in Preußen; † 7. April 1876 in Magdeburg) war ein deutscher Klassischer Philologe, Latinist der Neuzeit und Gymnasialdirektor.

## Leben
Georg Wichert war ein Sohn der Eheleute Gottfried Ernst und Maria Elisabeth Wichert. Seine schulische Laufbahn beendete er in seiner Heimatstadt am altstädtischen Gymnasium unter der Leitung von Karl Ludwig Struve. Danach studierte er an der Albertus-Universität Königsberg unter Christian August Lobeck, Johann Friedrich Herbart und Friedrich Wilhelm Schubert. Nach seiner Promotion zum Dr. phil. trat er seine erste Stelle als Lehrer am Gymnasium zu Tilsit 1834 an. 1844 wechselte er ans Kneiphöfische Stadtgymnasium in seiner Geburtsstadt, wo er dann bis Ende September 1857 als Gymnasialprofessor schulte. Danach wurde er Direktor des Gymnasiums zu Guben.
Wichert wurde mit Ernennung vom 15. Januar 1862 Direktor des Domgymnasiums in Magdeburg. In dieser Position verblieb er bis 1876. Er starb an einem Herzinfarkt.
Wichert galt als „Meister im Gebrauch der lateinischen Sprache“ und leistete auf diesem Gebiet Vorzügliches. Besondere Aufmerksamkeit erhielt er durch seine Schrift Die Lateinische Stillehre, herausgegeben 1956 und gewidmet seinem Lehrer Christian August Lobeck zu Königsberg.

## Familie
George Wichert war seit dem 11. Juli 1836 mit Johanna Maria Auguste geb. Büttner verheiratet.

## Publikationen/Schriften (Auswahl)
- De Ottonis IV. et Philippi suevi certaminibus atque Innocentii labore in sedandam regum contentionem insumpto Regiomont, 1834.
- De adiectivis verbalibus latinis. Tilsit 1839 und 1843. (Digitalisat Schluss, 1843)
- Culturgeschichte Hispaniens, die Nachrichten der Alten in der physischen und technischen Cultur dieses Landes umfassend. Königsberg in Preußen 1845 und 1846.
- De transitionibus patheticis latinis. Königsberg in Preußen 1854.
- Die Lateinische Stillehre, ihren wichtigsten Momenten nach wissenschaftlich erläutert. Verlag der Gebrüder Dornträger, Königsberg in Preußen 1856. (Digitalisat)
- De clausula rhetorica latina. Königsberg in Preußen 1857.
- De clausula rhetorica latina. Königsberg in Preußen 1857.
- Ueber historisch-continuative Uebergänge im Lateinischen. Guben 1859.
- Ueber die Ergänzung elliptischer Satztheile aus correspondirenden im Lateinischen. Guben 1861 und 1862.
- De sententiis secundariis primariam coercentibus latinis. Magdeburg 1865.
- Memorirstoff aus Nepos und Cäsar zur Lehre von den Casus. Magdeburg 1868.
- Das Wichtigste aus der Phraseologie bei Nepos und Cäsar. Berlin 1872.
- Ueber den Gebrauch des adjectivischen Attributs an Stelle des subjectiven oder objectiven Genetivs im Lateinischen. Berlin 1875.

## Auszeichnungen
- 1873: Roter Adlerorden. 4. Klasse[2]